# 黛娜·華盛頓
黛娜·华盛顿（英語：Dinah Washington，1924年8月29日—1963年12月14日），美国歌手和钢琴家，20世纪50年代最受欢迎的黑人爵士女歌手之一。 她表演和录制了多种风格的音乐，期中包括蓝调和R&B。她给自己赢得了“蓝调女王”的称号， 并于 1993 年入选摇滚名人堂。代表作品有"What a difference a Day Makes"等歌曲。

## 早期生活
黛娜出生於阿拉巴馬州塔斯卡盧薩，父母是奧利·瓊斯(Ollie Jones)和愛麗絲·瓊斯(Alice Jones) 。她們在黛娜小時搬到了芝加哥。她在小學時接觸到福音音樂，並為聖路加浸信會教堂的詩歌班演奏鋼琴。她在教堂演唱福音音樂並彈鋼琴，十幾歲時甚至開始為詩歌班當指揮。她從溫德爾·菲利普斯高中退學，並且成為薩莉·馬丁福音歌手的成員，及後更加成為了他們的領唱。她在芝加哥富豪劇院贏得了業餘比賽，並在比賽中演唱了《我無法面對音樂》（I Can't Face the Music）
。

## 去世
华盛顿结过七次婚。

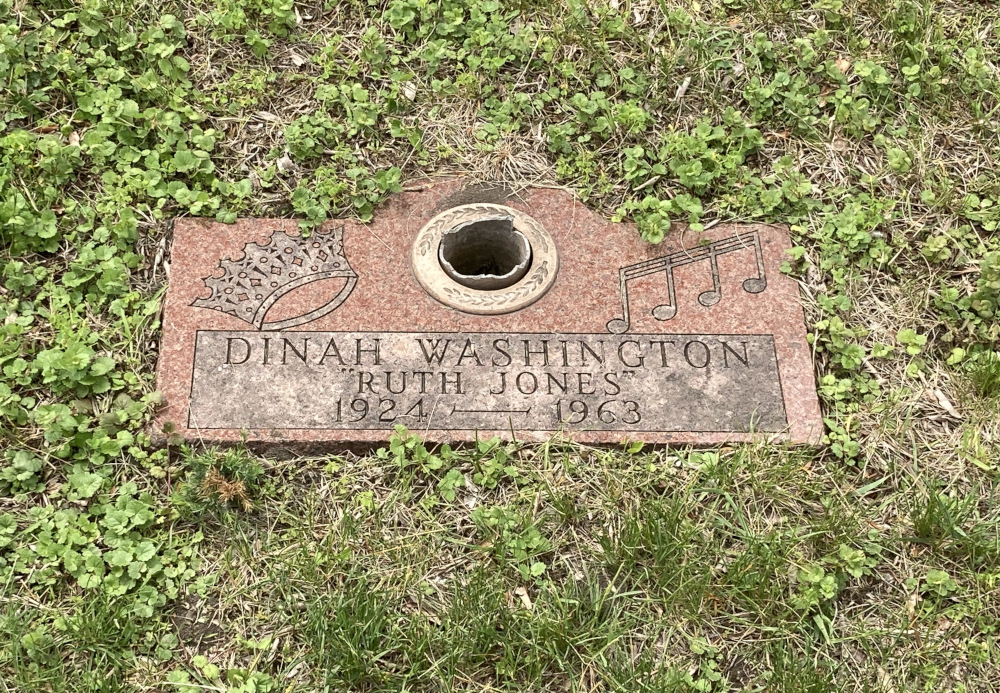
华盛顿在伯尔奥克公墓的墓碑

1963年12月14日清晨，华盛顿的最后一任丈夫、足球运动员迪克·“夜间列车”·莱恩 (Dick “Night Train” Lane)和发现她倒地不起。 后经医生抢救无效宣布其当场死亡，终年39岁。尸检结果显示死因为服用了致命量的司可巴比妥和戊巴比妥混合物，这些都是治疗她的失眠症和饮食习惯的处方药。她被埋葬在伊利诺伊州阿尔西普的Burr Oak 公墓。

## 伸延閱讀
- Queen: The Life and Music of Dinah Washington, Nadine Cohodas, 2004, Pantheon Books
- Queen of the Blues: A Biography of Dinah Washington, Jim Haskins, 1987, William Morrow & Co. ISBN 0-688-04846-3
- Top Pop Records 1955–1972, Joel Whitburn, 1973, Record Research.

## 外部連結
- Dinah Washington : Home, Verve Music Group
- 摇滚名人堂上的黛娜·華盛頓